# Itapuca
Itapuca är en kommun i Brasilien.   Den ligger i delstaten Rio Grande do Sul, i den södra delen av landet, 1 500 km söder om huvudstaden Brasília. Antalet invånare är 2 337.
I omgivningarna runt Itapuca växer huvudsakligen savannskog. Runt Itapuca är det ganska glesbefolkat, med 45 invånare per kvadratkilometer.